# Nakkarin
Nakkarin (arab. نقارين) – wieś w Syrii, w muhafazie Aleppo. W 2004 roku liczyła 423 mieszkańców.